# Иудейская война

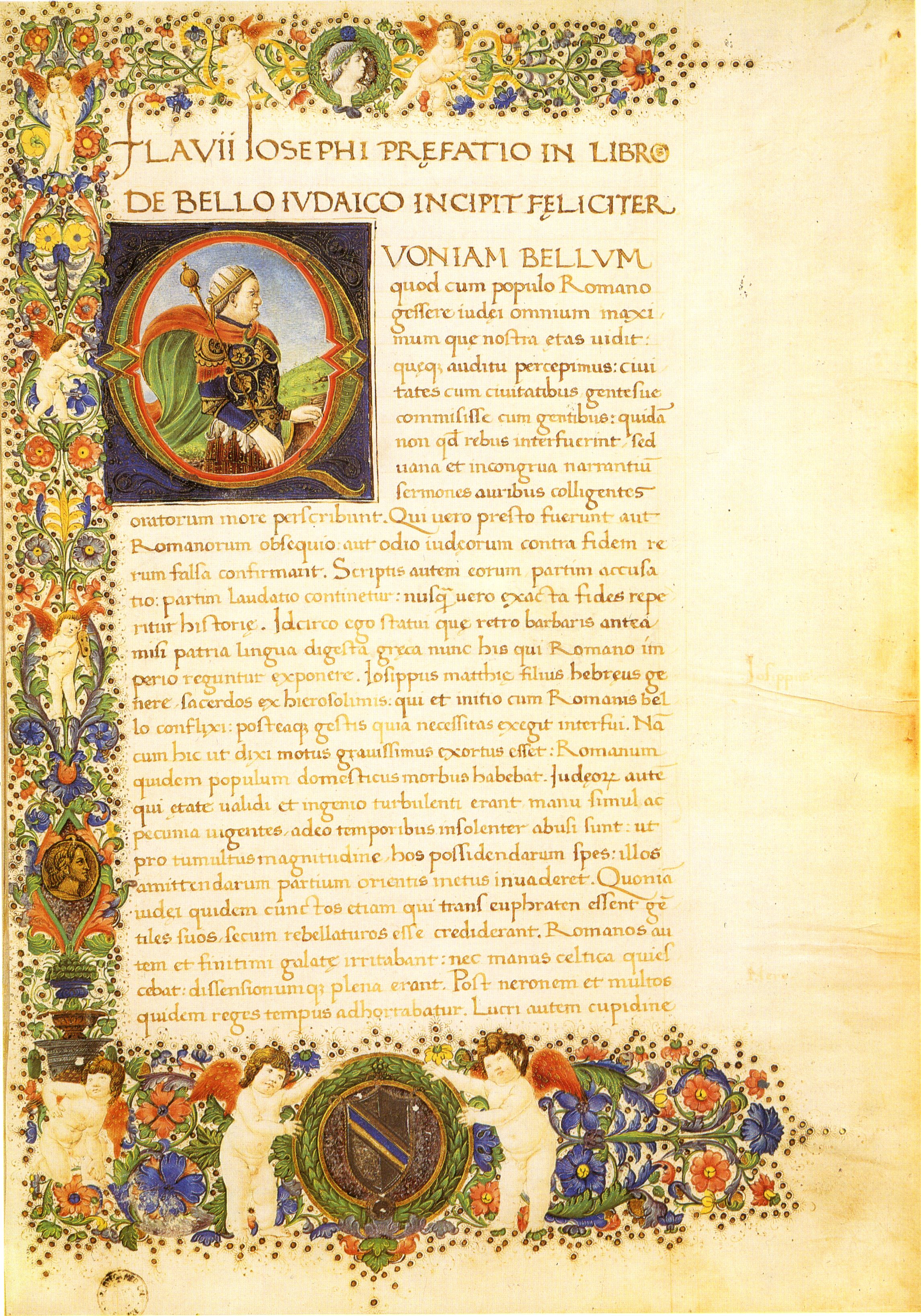
Рукопись латинского перевода «Иудейской войны», XV век. Библиотека Лауренциана, Флоренция

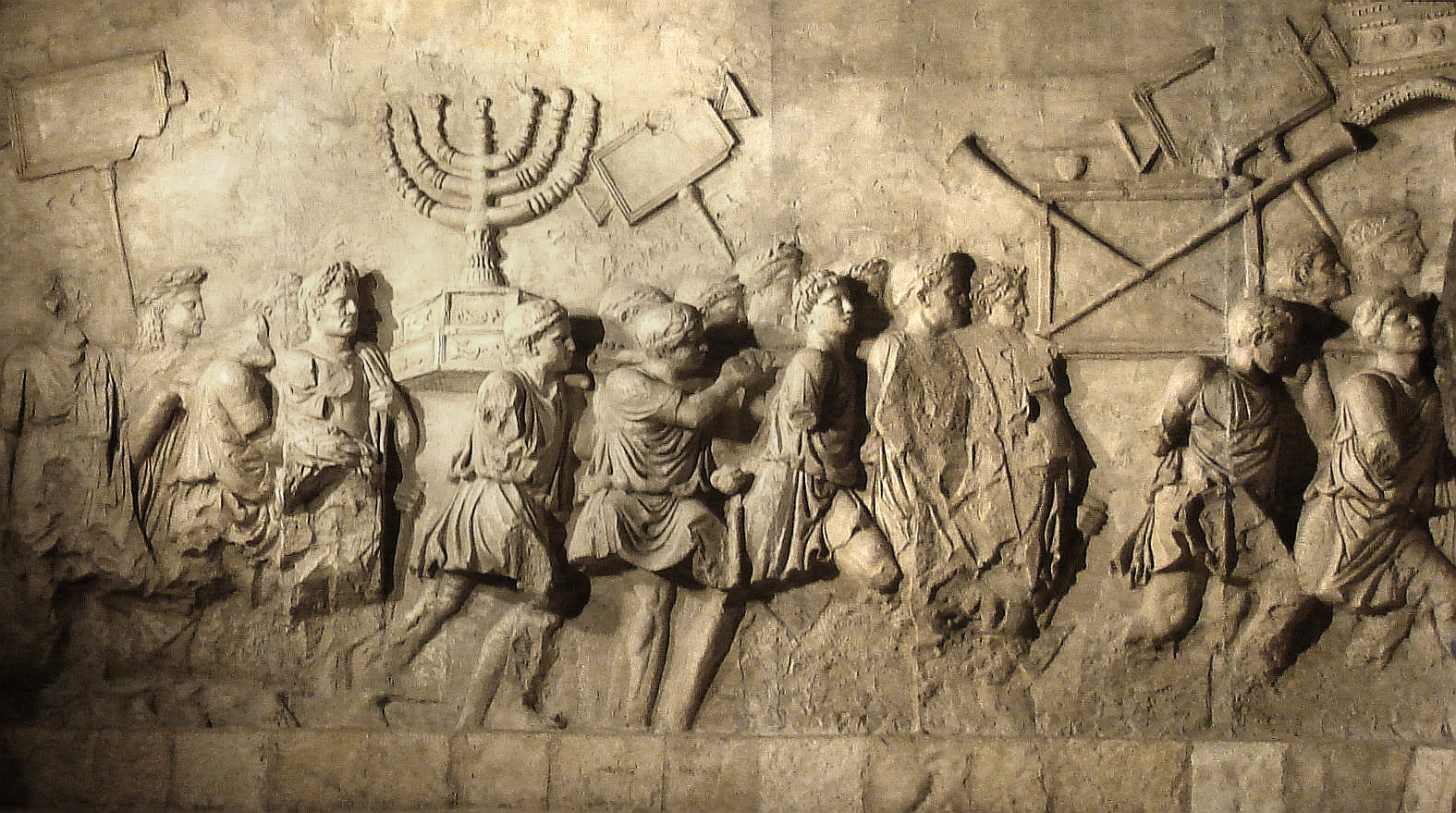
Пленники Иудейской войны

«Иуде́йская война́» («История Иудейской войны против римлян»; греч. Φλαυίου Ἰωσήπου ἱστορία Ἰουδαϊκοῦ πολέμου πρὸς Ῥωμαίους βιβλία) — состоящая из семи томов книга иудейского историка Иосифа Флавия, его первое сочинение, написанное на греческом языке. Книга была написана примерно в 75 году н. э., через четыре года после окончания войны. Книга существовала в двух версиях — арамейской и греческой.

## Содержание
Первые два тома представляют собой историю еврейского народа, начиная с событий в Иудее во время Шестой Сирийской войны Антиоха Эпифана и последующего восстания Маккавеев (166—160 гг. до н. э) и до разгрома в 66 году восставшими иудеями правителя римской Сирии Цестия Галла с XII Молниеносным легионом, после чего восставшие учредили независимое от Рима правление.
Последующие книги содержат описание событий Иудейской войны 66-71 годов, включая
осаду Иерусалима и разрушение иерусалимского Храма, и заканчивая падением Масады.

## История написания
Во время войны Иосиф Флавий был эмиссаром Иерусалимских властей в Галилее, возглавлял оборону города Иотапата. Он был непосредственным участником описанных событий, после пленения и перехода на сторону римлян — их свидетелем, вплоть до окончания войны. Сочинение «Иудейская война» стало в какой-то степени платой Иосифа Флавия императору Веспасиану за свою жизнь и благополучие.
Первое печатное издание «Иудейской войны» (на греческом) появилось в 1544 году.

## Переводы
Существует множество переводов на латынь и многие европейские языки.
Сохранились несколько десятков списков XV—XVI веков с древнерусского (домонгольского) перевода «Иудейской войны».
Русские переводы:
- История о разорении последнем св. града Иерусалима от римскаго цесаря Тита, сына Веспасианова. М.,1713. 2-е и 3-е изд. при Петре (фрагмент из «Иудейской войны» Иосифа Флавия, пер. А. Бодаковского)
- Иосиф Флавий. О войне иудейской. / Пер. с лат. М. Алексеева. СПб., 1786—1787. Ч. 1. 1786. 267 стр. Ч. 2. 1787. 341 стр.
  - переизд.: Ч. 1. 1804. 267 стр. Ч. 2. 1818. 341 стр.
- Иудейская война Иосифа Флавия. СПб., 1893. 530 стр.
- Иосиф Флавий. Иудейская война / Пер. с нем. Я. Л. Чертка. СПб., 1900. 560 стр.
  - переизд.: с прим. К. А. Ревяко, В. А. Федосика. Минск, Беларусь, 1991. 512 стр.
- Иосиф Флавий. Отрывки из «Иудейской войны» и «Иудейских древностей». / Пер. А. Сыркина. // Поздняя греческая проза. / Сост. С. Поляковой. М.: ГИХЛ, 1961. С. 29-62.
- Иосиф Флавий (Йосеф, сын Маттитьяху). Иудейская война. / Пер. с древнегреч. М. Финкельберг и А. Вдовиченко. Под ред. А. Ковельмана. (Серия «Библиотека Флавиана»). М.: Мосты культуры — Иерусалим: Гешарим, 1992. (переиздавался)